# Храм Юноны Луцины
Храм Юноны Луцины (лат. Aedes Iunonis Lucinae) ― ныне утраченное древнеримское культовое сооружение, посвящённое богине-покровительнице брака и деторождения Юноне Луцине. Располагалось на  Эсквилинском холме в Риме.  
В день освящения храма ― 1 марта, ― в городе проводились празднества под названием матроналии. 

## История
До постройки храма на Эсквилине культ Юноны Луцины уже отправлялся в священной роще (Луцус; эпитет богини «Луцина», вероятно, отсюда и произошёл); Марк Теренций Варрон утверждает, что культ Юноны Луцины был введён царём сабинян Титом Тацием. 
Храм Юноны Луцины был освящён 1 марта 375 г. до н.э. Римские анналисты сообщают, что царь Сервий Туллий обнародовал закон, который обязывал родителей платить монеты в храм по случаю рождения каждого младенца, чтобы знать о количестве родившихся в городе . 
В 190 году до н.э. храм был поражён молнией . 
В 41 году до н.э. квестор Квинт Педий построил (или отремонтировал) стену храма. 
Некоторые обнаруженные археологами надписи свидетельствуют о том, что храм функционировал и в эпоху империи. 
Из литературных источников известно, что храм стоял на северном склоне Эсквилин, внутри священной рощи, где поклонялись Юноне и до него. Плиний Старший сообщает, что когда-то в районе храма росли лотосы.